# Tömörchüügijn Ench-Amgalan
Tömörchüügijn Ench-Amgalan – mongolski zapaśnik w stylu wolnym. Srebrny medalista mistrzostw Azji w 2009. Zajął 15. miejsce na mistrzostwach świata w 2007 roku.